# Platáni (Kos)
Platáni (grec moderne : Πλατάνι), egalement connu sous le nom de Kermetés (grec moderne : Κερμετές), est une localité située dans le dème de Kos, dans le district régional de Kos, dans la périphérie d'Égée-Méridionale, en Grèce.
Selon le recensement de 2021, elle compte 3 000 habitants,.